# Morchella
Morchella è un genere di funghi appartenenti alla famiglia delle Morchellaceae. Volgarmente questi funghi sono noti come "spugnole". In tutto nel genere Morchella sono state descritte 15 specie, di cui 6 si trovano in Europa e la cui differenziazione è tuttavia molto incerta.
In questo genere figurano specie con le seguenti caratteristiche.

## Descrizione del genere

### Corpo fruttifero (Ascocarpo)

#### Cappello (Mitra)
Completamente saldato al gambo, di altezza variabile da 4 a 12 cm, cavo e brunastro, a forma di spugna, costituito da circonvoluzioni cerebriformi dette "alveoli".

La superficie della mitra è percorsa da una tipica campitura a forma di nido d'ape, nei cui recessi si formano le spore.

La forma può essere ovale, a pera o a cono appuntito; il colore va dal marroncino all'olivastro passando per l'ocra.

#### Gambo (Stipite)
Cavo, cartilagineo.

### Spore
Color crema oppure giallo-ocra in massa.

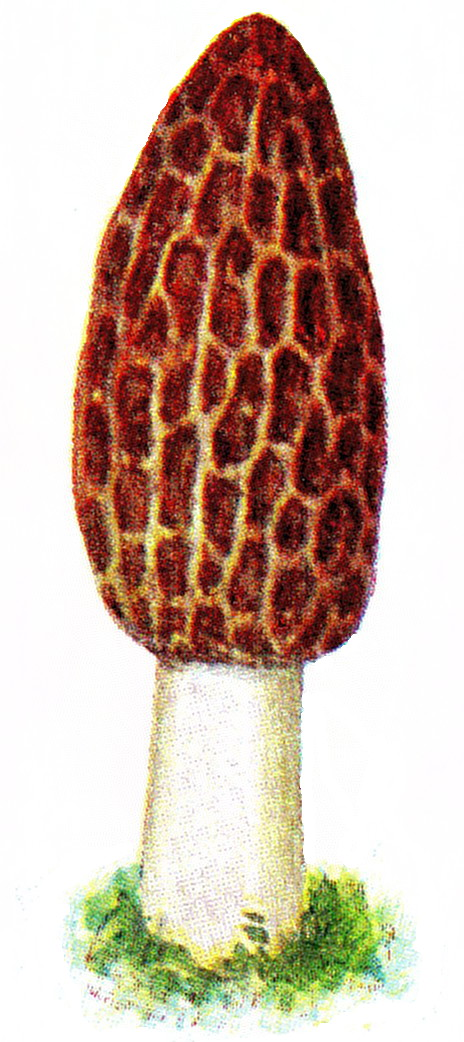
Illustrazione di spugnola

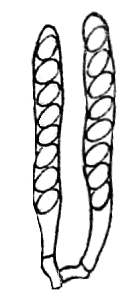
Asco di Morchella

### Carne
Bianco-sporco, spesso fragile e di consistenza cartilaginea.
- Odore: quasi sempre spermatico, talvolta fungino; grato.
- Sapore: dolciastro, amabile.

## Habitat
Spesso gregarie, le spugnole crescono in primavera in Europa, India, Pakistan, Turchia e Canada, sia nei boschi di conifere che di latifoglie, su terreni ghiaiosi o sabbiosi, ma anche su terreno bruciato.

Alcune specie possono essere coltivate.

## Commestibilità
Eccellente, con riserva.

Tutte le specie sono eduli solo dopo bollitura e velenose da crude. La tossina in esse contenuta è nota come Acido elvellico e può essere distrutta tramite bollitura oppure essiccazione.

Tra i funghi commestibili, le spugnole sono al primo posto per quantità di acido fosforico e al secondo posto per ossido di calcio.

## Specie diMorchella
La specie tipo è la Morchella esculenta (L.) Pers. (1794), altre specie sono:
- Morchella angusticeps
- Morchella conica = Morchella elata
- Morchella costata
- Morchella crassipes
- Morchella deliciosa
- Morchella gigas
- Morchella rotunda
- Morchella rufobrunnea
- Morchella semilibera
- Morchella spongiola
- Morchella varisiensis: una specie di spugnola descritta solo nel 2000
- Morchella vulgaris
- Morchella sp. MA4SSI73
- Morchella sp. UC 1475091

## Trattamento di spugnole essiccate

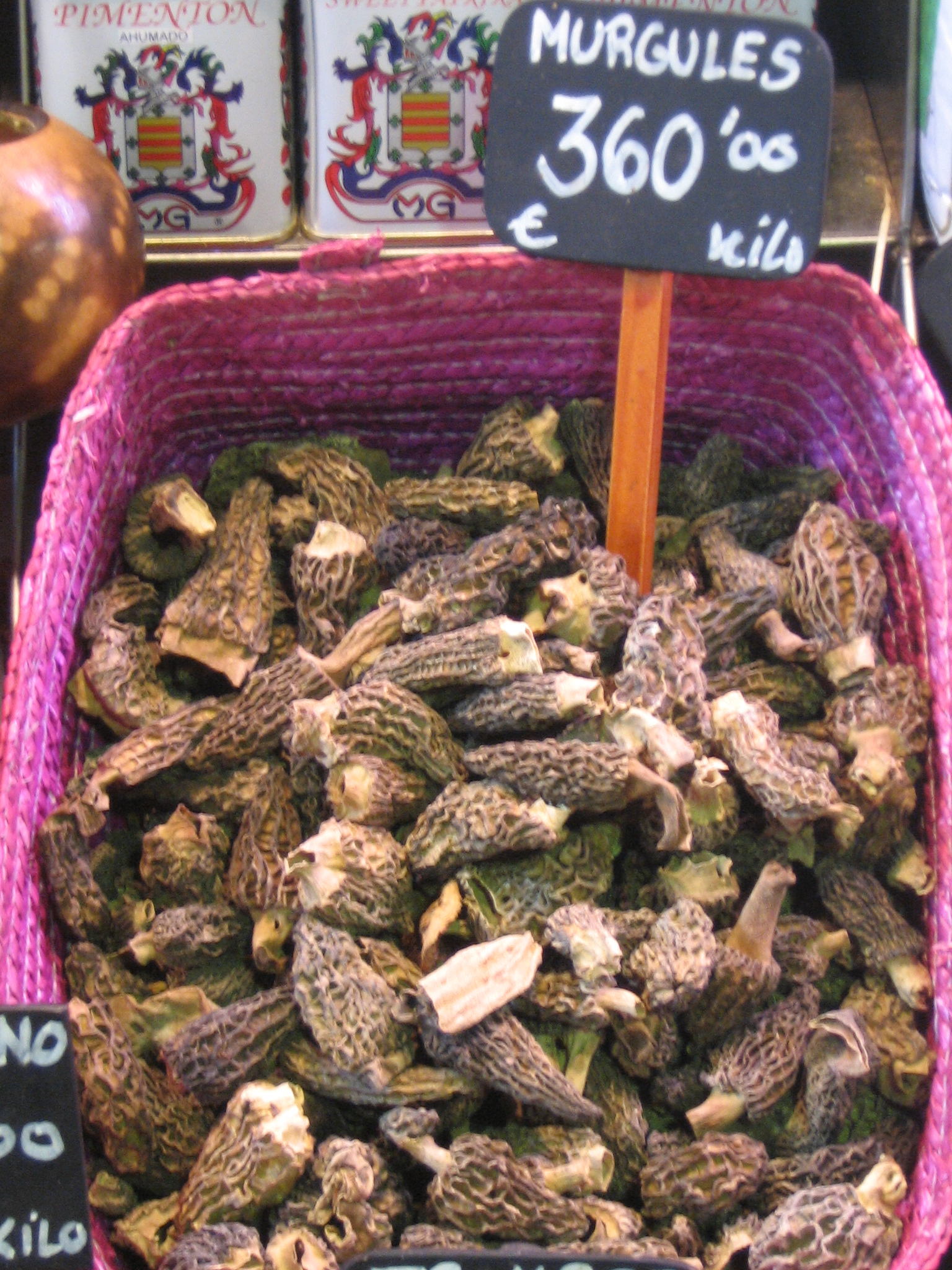
Spugnole in vendita in un mercato spagnolo di Barcellona

Le spugnole essiccate devono essere ammorbidite per un tempo che va dalle 3 alle 6 ore. In questo tempo l'acqua per l'ammorbidimento assume una quantità notevole di aroma di spugnola: per questo, non deve essere assolutamente eliminata (non è velenosa e può essere tranquillamente riutilizzata senza pericolo); invece viene passata attraverso carta da filtro e quindi viene liberata dalla sabbia. Dopo l'ammorbidimento, i funghi vengono più volte lavati a fondo e pressati per liberarli dalla sabbia rimanente e/o dalla sporcizia. In seguito vanno cotti per circa 40 minuti senza coperchio e riprendono così molto dell'aroma perduto con l'ammorbidimento; l'acqua della morchella diventa un liquido ristretto ed altamente aromatico. L'acqua per ammorbidire viene prima leggermente speziata con sale e pepe e in seguito addizionata di 1-2 cucchiaini di porto, madera o vermuth non secco per far sì che il dolce della bevanda alcolica rafforzi il sapore proprio delle spugnole.

## Similitudini
Durante la raccolta delle spugnole è importante fare attenzione alla possibile confusione con le specie del genere Gyromitra, in particolare con Gyromitra esculenta, chiamata anche falsa spugnola. La sua mitra rosso-marroncina ricorda però piuttosto delle circonvoluzioni della corteccia cerebrale e non mostra la tipica struttura a favo della spugnola. Le Gyromiytra possono provocare la Sindrome da Gyromitra, che in caso di consumi eccessivi può anche portare alla morte.

## Curiosità
Negli USA, a Boyne (Michigan), ha luogo in primavera un festival della spugnola.

## Galleria d'immagini

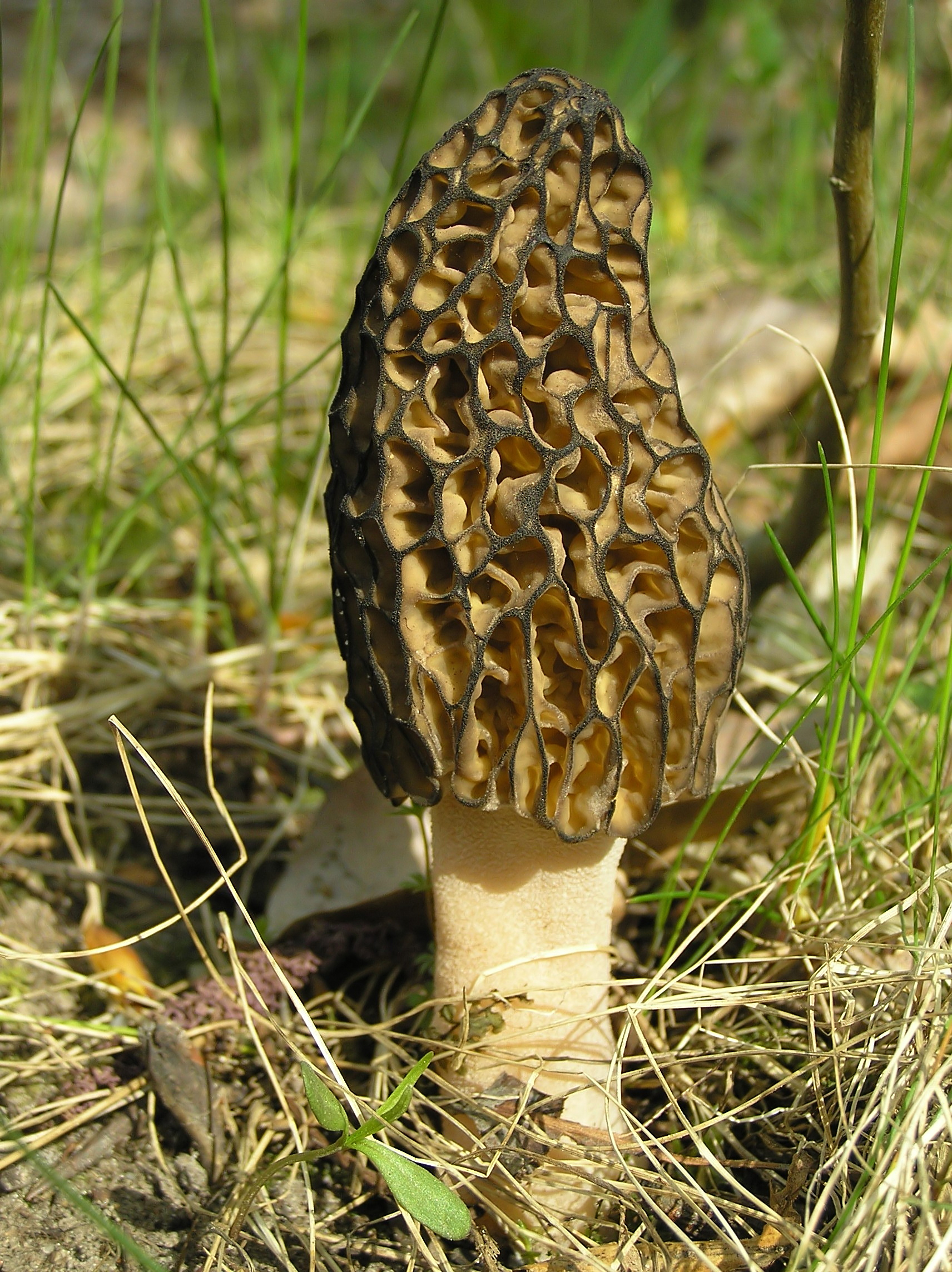
M. conica
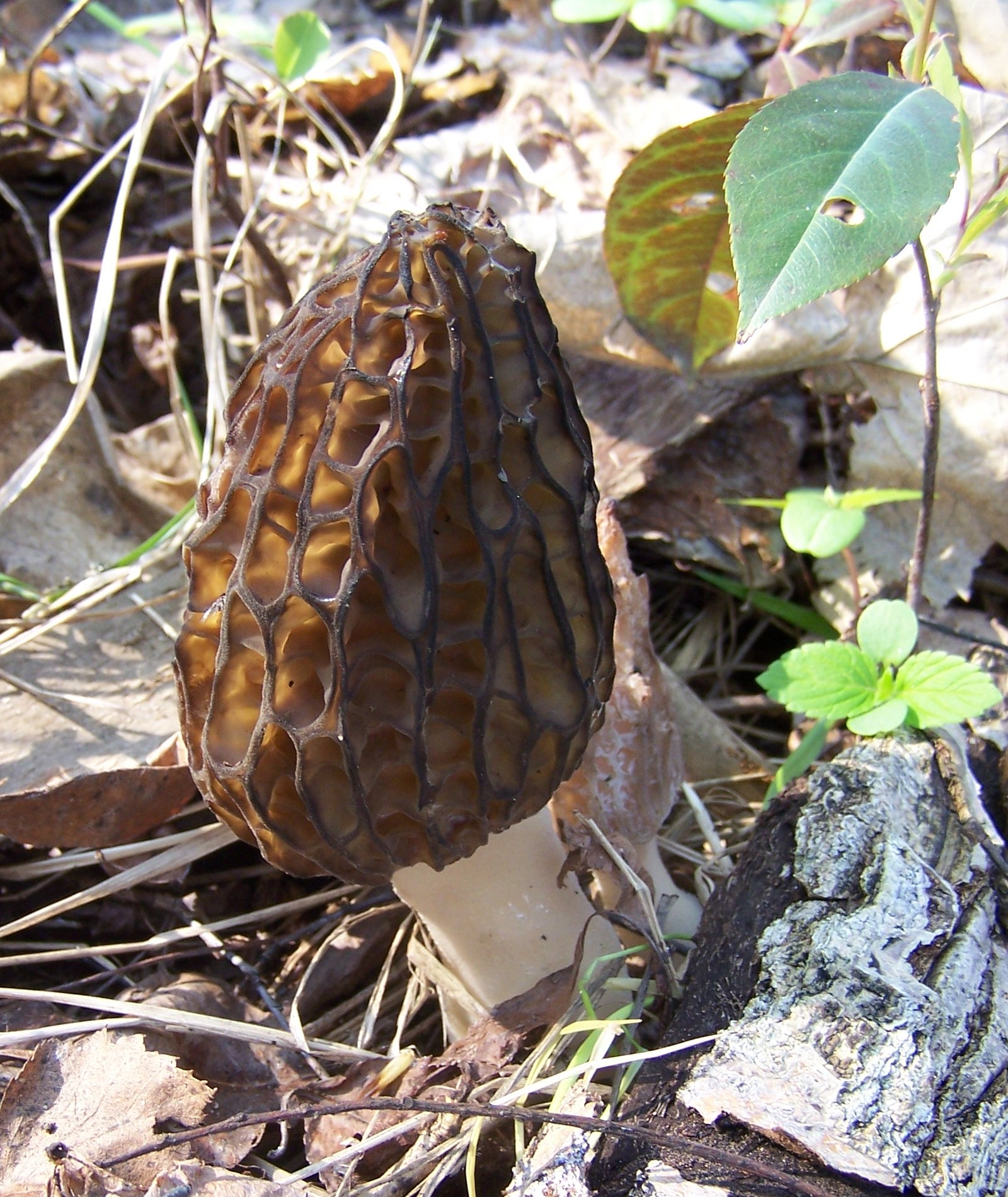
M. conica
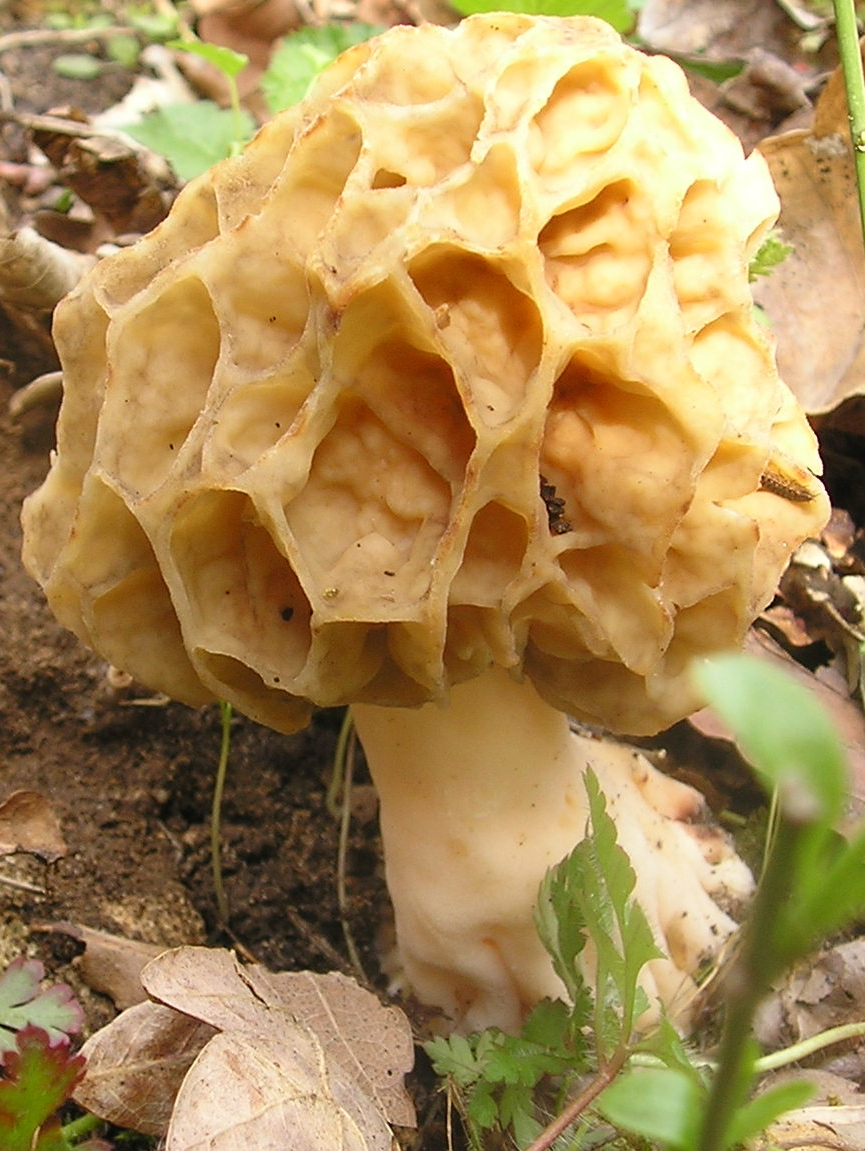
M. rotunda
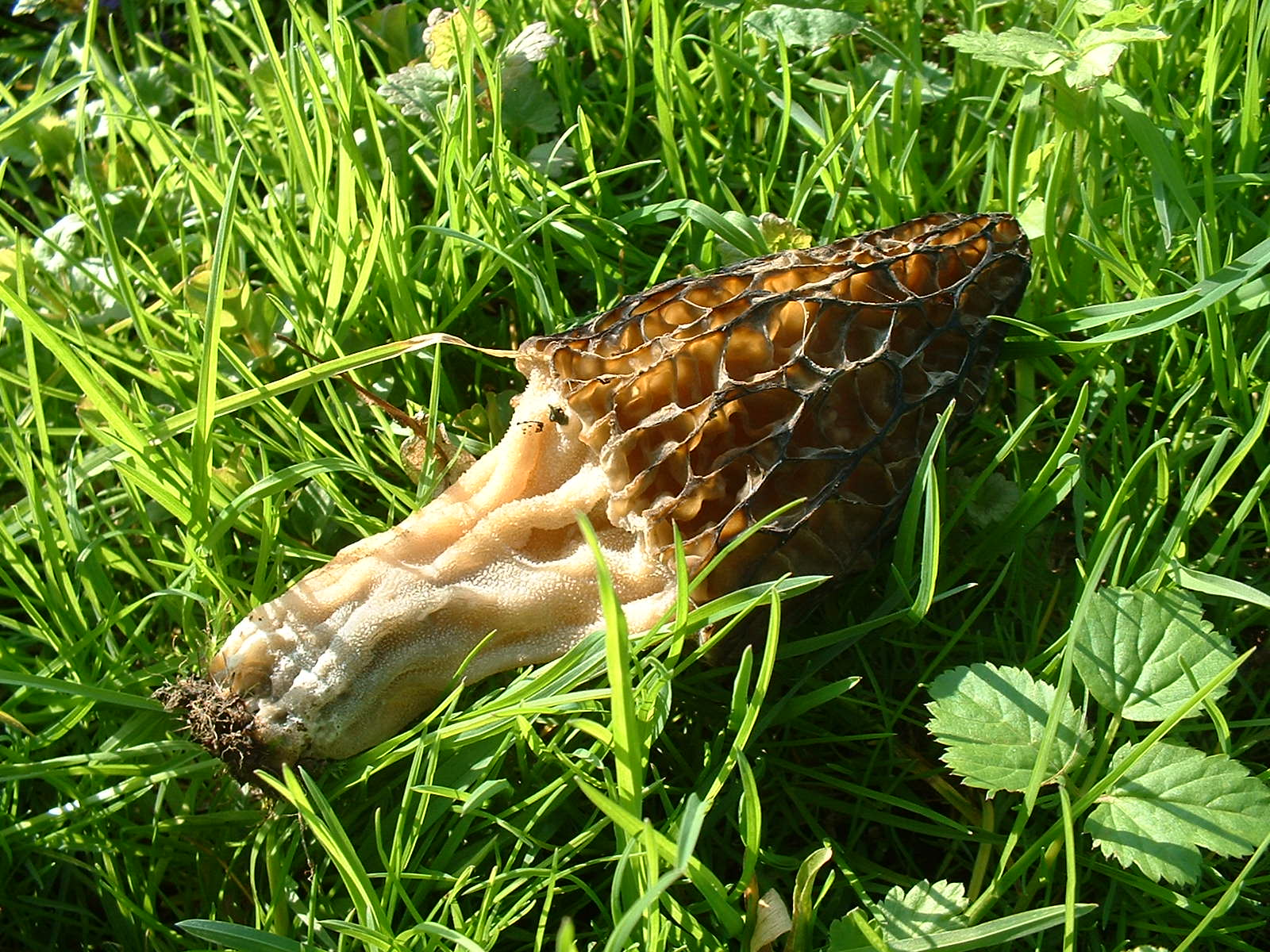
M. esculenta
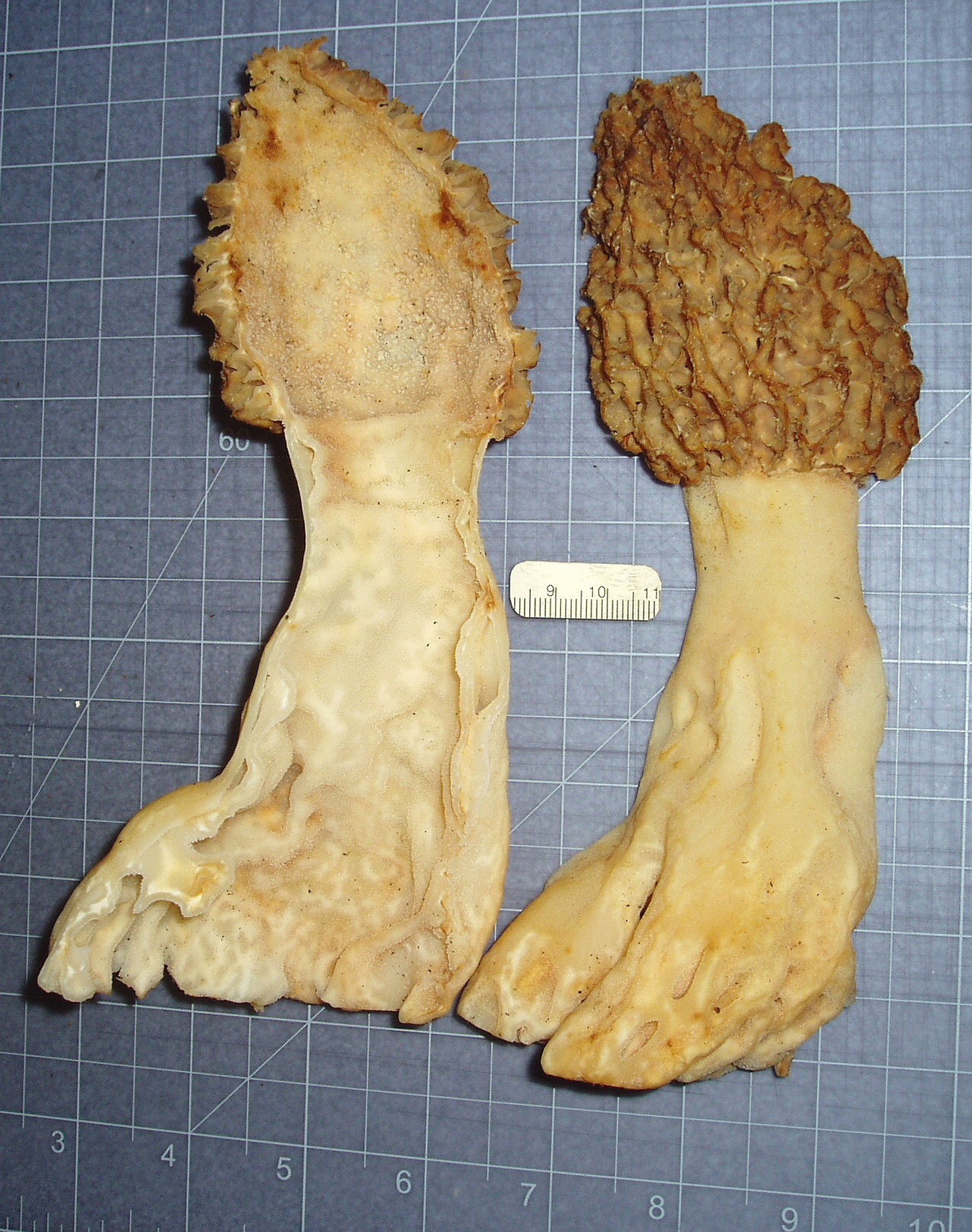
Morchella spp.